# Prince Never-give-up
Prince Never-give-up (japanisch 王子が私をあきらめない！ Ōji ga Watashi o Akiramenai!) ist eine Mangaserie von Nikki Asada, die von 2015 bis 2022 in Japan erschien. Das Werk ist in die Genres Shōjo und Romantik einzuordnen und wurde ins Deutsche und Englische übersetzt. Die englische Fassung erscheint als The Prince’s Romance Gambit.

## Inhalt
Nachdem ihre Eltern durch Zufall reich geworden sind, kann das Arbeiterkind Kuome Yoshida an die Kronakademie der Superreichen wechseln. Doch unter all den Kindern aus reichen Elternhäusern fühlt sie sich nicht wohl, findet nur in der Mitschülerin Hanabi eine Freundin. Vor allem der umschwärmte Schülerratspräsident, Prinz Hatsuyuki Ichimonji nervt sie, der intelligent und mit vielen Reichtümern und Adelstiteln bedacht sein soll. Er wird von vier anderen Schülern bewacht, die ebenfalls im Schülerrat sind. Doch eines Tages erwischt Kuome ihn beim Mittagessen in der Mädchentoilette. Sie wird vor den Schülerrat zitiert, wo sich Hatsuyuki aber nur entschuldigt. Er will mehr Zeit mit ihr verbringen und das Leben der einfachen Menschen kennen lernen, das ihm so fremd ist. Während der Prinz sich langsam in Kuome verliebt, hat die nur Mitleid mit ihm und Hatsuyukis Umfeld will ihn von dem Kind einfacher Leute fernhalten.

## Veröffentlichung
Der Manga startete 2015 im Magazin Aria. Im Juli 2018 wechselte er ins Nakayoshi, wo die Serie 2022 abgeschlossen wurde. Der Verlag Kodansha brachte die Kapitel auch gesammelt in insgesamt zwölf Bänden heraus. Die amerikanische Tochter von Kodansha brachte die Serie auch auf Englisch heraus. Eine deutsche Übersetzung erschien von November 2019 bis Dezember 2023 bei Tokyopop mit allen zwölf Bänden.